# Trirhithrum argenteocuneatum
Trirhithrum argenteocuneatum är en tvåvingeart som beskrevs av Albany Hancock 1984. Trirhithrum argenteocuneatum ingår i släktet Trirhithrum och familjen borrflugor.
Artens utbredningsområde är Madagaskar. Inga underarter finns listade i Catalogue of Life.